# Belenois diminuta
Belenois diminuta is een vlindersoort uit de familie van de Pieridae (witjes), onderfamilie Pierinae.
Belenois diminuta werd in 1894 beschreven door Butler.